# Cissus egestosa
Cissus egestosa är en vinväxtart som beskrevs av Erich Werdermann. Cissus egestosa ingår i släktet Cissus och familjen vinväxter. Inga underarter finns listade i Catalogue of Life.